# Juvenál Jeruzalémský
Svatý Juvenál byl od roku 422 biskup jeruzalémský. Na jeruzalémském stolci, který byl chalcedonským koncilem uznán metropolitou, se stal prvním metropolitou jeruzalémským. 
Tento úřad zastával až do své smrti v roce 458. Jeho jurisdikce nad všemi třemi provinciemi římské Palestiny mu následně zajistila uznání jako prvního jeruzalémského patriarchy.

## Život
Po obléhání Jeruzaléma v roce 70 n. l. bylo město ponecháno v troskách a po Hadriánově návštěvě místa v roce 135 bylo postaveno nové římské město, nazvané Ælia Capitolina (Ælius bylo příjmení Hadriánovy rodiny). Ælia bylo město malého významu v říši; guvernér provincie sídlil v Cesareji. Caesarea se stala metropolitním stolcem; biskup z Ælia (Jeruzalém) byl pouze jedním z jeho sufragánů.
O Juvenálově raném životě je známo jen málo. Juvenál se narodil na konci 4. století a byl vysvěcen na biskupa Jeruzaléma v roce 422. V roce 428/9 založil opatství Euthymia, ležící na cestě mezi Jeruzalémem a Jerichem, a vysvětil zde první presbytery a jáhny (diákony).
Juvenál měl pravděpodobně klášterní kořeny, protože navštěvoval monastýr v údolí Kedron a byl známý svou silnou podporou palestinského mnišství; mnoho mužů, které vysvětil do řad duchovenstva, byli právě místní mniši. Udělal také mnoho pro podporu liturgického rozvoje v Jeruzalémě a jeho okolí. Během jeho episkopátu byl zaveden svátek Bohorodice 15. srpna a v provincii se začaly stavět kostely zasvěcené Marii.
Jako biskup měl Juvenál hlavní zájem o ochranu a rozšíření práv svého biskupského stolce. Rozsah biskupského dohledu udělený koncilem v Chalcedonu byl svým rozsahem větší, než metropolitní. V důsledku rozšíření stolce díky Juvenálovi pak o století později císař Justinián uznal Jeruzalém jako jeden z pěti patriarchátů.

## Úcta
Juvenál Jeruzalémský byl svatořečen v pravoslavné církvi. Jeho církevní svátek je slaven 2. července.
Někteří pravoslavní mniši si často volí jako mnišské jméno Juvenál (a jeho místní varianty, např. Juvenalij či Juvenalius) z úcty ke světci (např. sv. Juvenalij Aljašský).